# Ford Escort RS1700T
Der Ford Escort RS1700T ist ein Fahrzeug, das Anfang der 1980er Jahre von Ford of Europe für den Einsatz in der Rallye-Weltmeisterschaft entwickelt wurde. Der RS1700T basiert auf der dritten Baureihe des Ford Escort und wurde für den Renneinsatz erheblich modifiziert.

## Geschichte

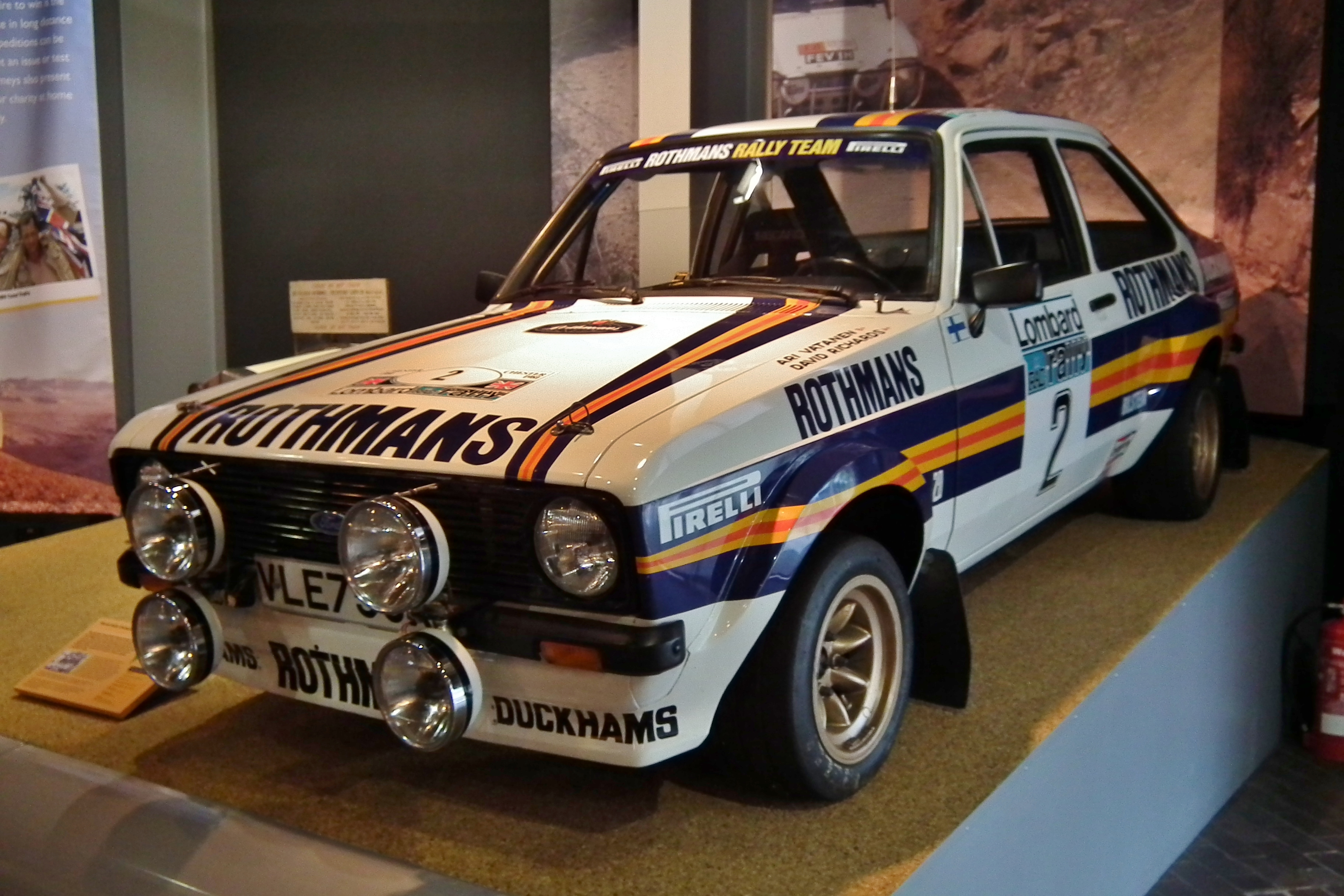
Der Vorgänger: Escort RS1800 im National Motor Museum

Die ersten beiden Baureihen des Ford Escort wurden bereits im Rallyesport eingesetzt und waren dort überaus erfolgreich. 1979 wurde der Schwede Björn Waldegård auf einem Escort RS1800 als Werksfahrer von Ford erster offizieller Weltmeister der Rallye-Weltmeisterschaft. Zwei Jahre später gewann der Finne Ari Vatanen auf einem vom Rothmans Rallye Team eingesetzten Escort RS1800 ebenfalls den Weltmeistertitel.
Nachdem bereits feststand, dass die Produktion des Escort im August 1980 auf ein neues Modell umgestellt wird, begann Ford Europa 1979 im englischen Boreham unter dem Codenamen „Columbia“ mit der Entwicklung des RS1700T. Hintergrund war das Marketing, denn Ford wollte mit einem Fahrzeug aus der aktuellen Produktion an der Rallye-Weltmeisterschaft teilzunehmen. Da einem Fahrzeug mit Frontantrieb jedoch keine Siegchancen zugerechnet wurden, erfuhr der Escort zahlreiche technische Veränderungen, die im Rahmen des Reglements der neuen Gruppe B ab 1982 erlaubt waren. Anders als beim Serienmodell wurde beim RS1700T – wie auch beim Vorgänger – der Motor nicht quer, sondern längs eingebaut und die Kraft auf die Hinterachse übertragen. Ein Transaxle-Getriebe ermöglichte eine ausgewogene Gewichtsverteilung. John Wheeler, der bereits bei Porsche an der Entwicklung der Transaxle-Fahrzeuge Porsche 924 und Porsche 928 beteiligt war, wurde von Ford für das Projekt verpflichtet. Die ersten Testfahrten fanden im Winter 1981/82 auf Strecken statt, die auch Teil der Rallye Wales waren.
Im Vergleich zum RS1800 wurden nun auch technische Bauteile wie ein Turbolader, eine Einspritzanlage oder Räder mit Zentralverschluss umgesetzt. Diese für Ford noch wenig erprobte Technik sowie die Entwicklung zweier unterschiedlicher Fahrzeuge mit Turbo- und Saugmotor führten zu vielen Problemen und Verzögerungen. Erschwerend kam hinzu, dass die unabhängig arbeitenden Motorsportabteilungen in England und Deutschland unterschiedliche Pläne für den Einsatz der Fahrzeuge hatten. Während England sich auf den Rallyesport konzentrierte, galt das Hauptaugenmerk von Ford Deutschland Rundstreckenrennen. Die hohen Kosten, die das Projekt bereits verursachte, wären durch den Bau der vom Reglement geforderten 200 Einheiten weiter drastisch erhöht worden. Ford hatte zu dieser Zeit keine Möglichkeit, ein solches Fahrzeug in Kleinserie zu bauen. Eine gemeinsame Produktion mit dem Escort ’81 im Fordwerk in Saarlouis hätte zu weiteren Kostensteigerungen sowie Schwierigkeiten bei der dortigen Produktion geführt.

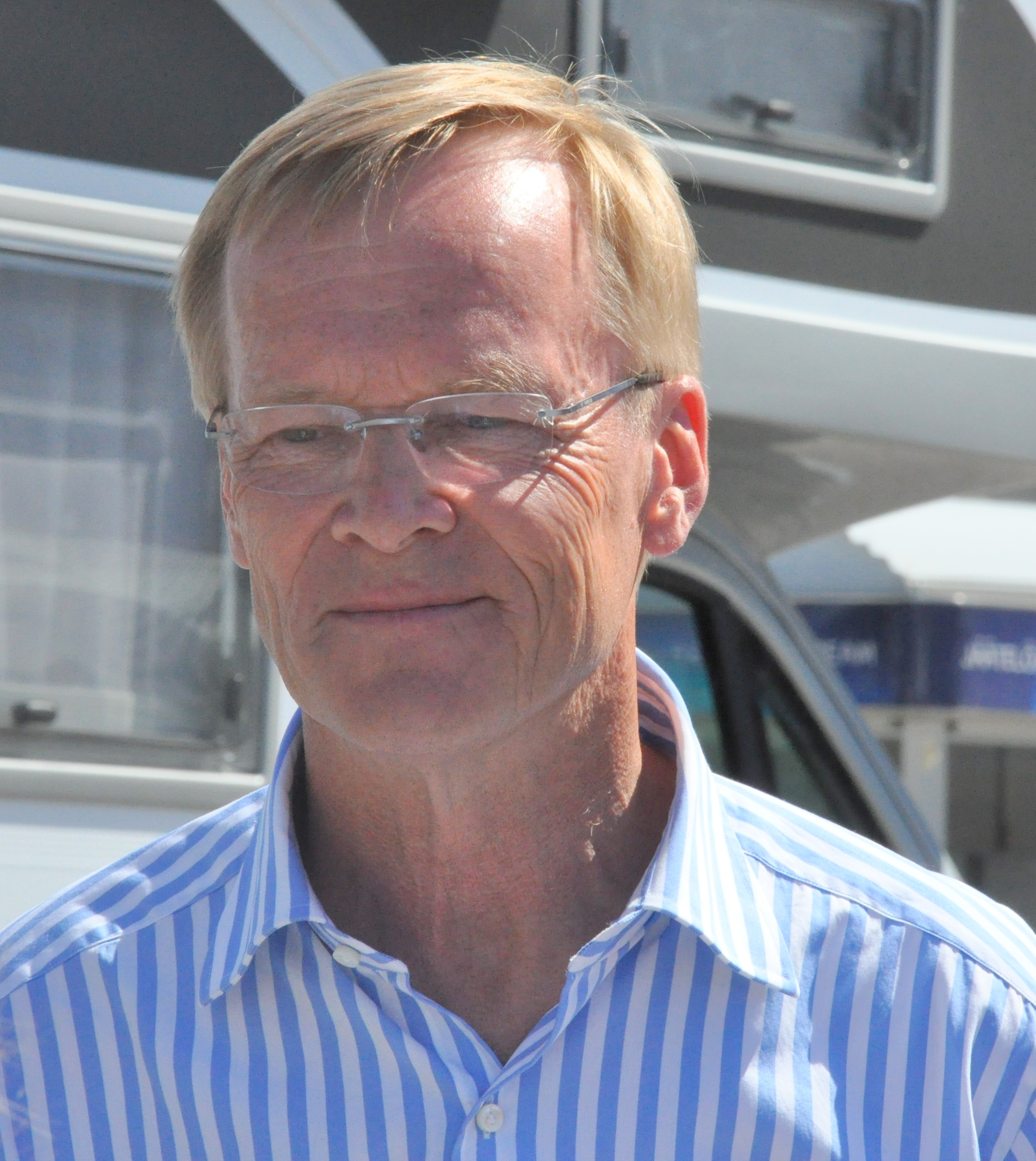
Testfahrer und Rallye-Weltmeister Ari Vatanen

Die Entwicklungsabteilung stand deshalb unter großem Druck, vor dem geplanten Einsatz der Fahrzeuge bei der Rallye Korsika 1982 entsprechende Ergebnisse zu liefern. Sechs Wochen vor der geplanten Premiere fuhren Ari Vatanen und Pentti Airikkala, die im Vorjahr gemeinsam beim Rothmans Rally Team im Escort RS1800 gefahren waren, die ersten Tests eines RS1700T mit Turbomotor und eines RS2300 mit dem Saugmotor von Brian Hart. Die auf den Strecken der Rallye Portugal gefahrenen Zeiten wurden dabei mit denen eines Escort RS1800 verglichen. Während Vatanen kein gutes Urteil über das Fahrzeug mit Saugmotor abgab, war das Fahrzeug mit Turboaufladung pro Kilometer etwa zwei Sekunden schneller als der RS1800 und damit ein ernstzunehmender Gegner für andere Rallyefahrzeuge wie den Fiat 131, den Opel Ascona, den Lancia 037 oder den Renault 5 Turbo. 1981 und 1982 waren die quattros von Audi noch nicht zuverlässig genug, um die Rallye-Weltmeisterschaft zu dominieren. 1982 gewann Walter Röhrl im Opel Ascona als letzter Fahrer eines nicht allradgetriebenen Fahrzeugs den Weltmeistertitel. Als der Finne Hannu Mikkola 1983 im Audi quattro die Fahrerweltmeisterschaft gewann, bedeutete dies das endgültige Aus für das Projekt RS1700T. Die Pläne, mit dem RS1700T an den Start zu gehen und parallel ein allradgetriebenes Fahrzeug zu entwickeln, wurden auch aus Kostengründen verworfen. Der Motor mit Turboaufladung und das Transaxlegetriebe von Hewland bildeten jedoch die Basis für die Neuentwicklung des RS200, der von Anfang an als Allradfahrzeug konzipiert wurde und konsequent die Möglichkeiten des Reglements der Gruppe B nutzte.
Die noch vorhandenen Fahrzeuge des RS1700T sollten verschrottet werden. Nachdem Projektleiter Mick Jones jedoch zu Ford Südafrika gewechselt war, kaufte er die Fahrzeuge für die dortige Motorsportabteilung, um sie in nationalen Rallyes einzusetzen.

### Motorsport
1984 gingen die ersten von Mick Jones nach Südafrika überführten Fahrzeuge bei Rallyes an den Start. Wegen anfänglicher Mängel konnten diese keine guten Ergebnisse einfahren. Nach dem Ende der Saison wurden die Fahrzeuge technisch überholt. Um Gewicht zu sparen, wurde unnötiges Blech am Unterboden entfernt und Teile der Karosserie aus mit Kevlarfasern (Aramid) verstärktem Kunstharz hergestellt. Mit Scheiben aus Polycarbonat konnte das Gewicht weiter verringert werden. Zudem wurde die Hinterachsaufhängung verändert, Motor- und Ladeluftkühler geändert und auf der Heckklappe zwei außenliegende Ölkühler für Motor und Getriebe montiert. Die Nissan International Rally 1985 bei Kapstadt gewann Serge Damseaux mit seinem Beifahrer Vito Bonafede und die Scholle All Night Rally 1985 mit Beifahrer Ivor Peltz. 1986 belegte ein RS1700T noch einen zweiten Platz beim Bergrennen in Südafrika zwischen zwei Audi quattro.

### Gebaute Fahrzeuge

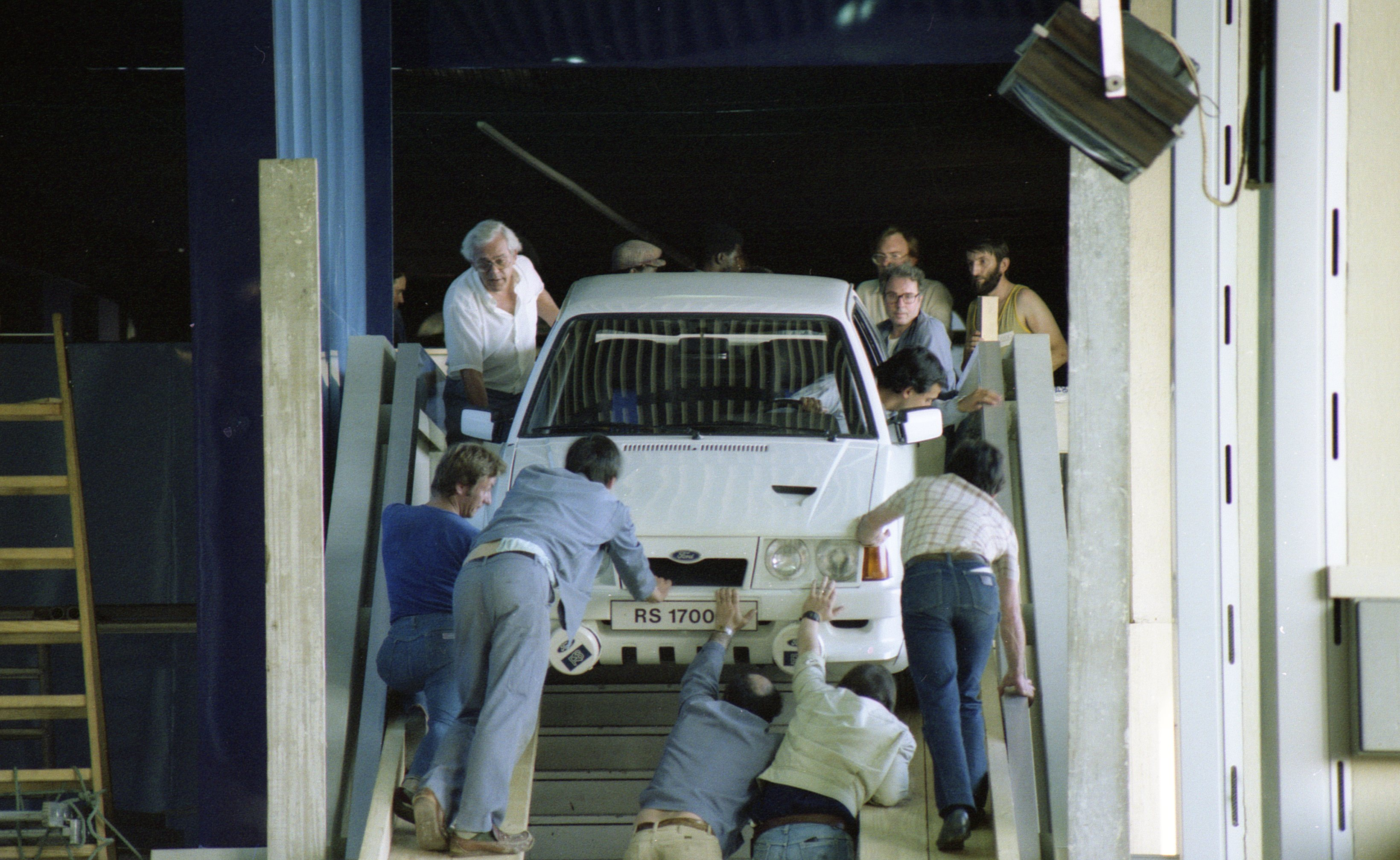
„P5“ auf dem Weg in den Pariser Autosalon

Vom RS1700T wurden insgesamt 18 Fahrzeuge gebaut, die fortlaufend von P1 (P für Prototyp bzw. prototype) bis P18 nummeriert wurden. P1 war lediglich ein Fiesta der ersten Baureihe mit Teilen eines Escort RS1800. P2 und P3 waren Attrappen, um den Einbau der Komponenten sowie die Abmessungen der Verbreiterungen zu testen. P4 war das erste fahrbereite Fahrzeug, für das noch der Antriebsstrang des Porsche 924 verwendet wurde. P5 war ein Ausstellungsfahrzeug und stand 1982 auch auf dem Pariser Autosalon. Die restlichen 13 Fahrzeuge waren sowohl Straßen- als auch rennfertige Rallyefahrzeuge. In P9 überschlug sich der Projektleiter Mick Jones bei Testfahrten auf einem stillgelegten Flugplatz bei 206 km/h, das beschädigte Fahrzeug wurde verschrottet.

### Erhaltene Fahrzeuge
Heute existieren mindestens vier erhaltene Fahrzeuge. Eines befindet sich im Besitz von Malcolm Wilson und steht im Museum von M-Sport, eines gehört einem Sammler in den Vereinigten Staaten und ein Fahrzeug befindet sich in Großbritannien, wo es restauriert wird.
P18 (nach anderen Quellen P7) kam über Umwege zurück nach Großbritannien. Es war das einzige Fahrzeug, mit dem ein Rennen gewonnen wurde. Serge Damseaux siegte mit ihm bei der Nissan International Rally 1985 bei Kapstadt. Während seiner bewegten Geschichte fuhren auch Malcolm Wilson und Pentti Airikkala den Wagen. Es war längere Zeit im Besitz von Simon Nutter, der mit dem Escort an einigen nationalen Rallyes teilnahm. Nach dem Verkauf von Nutter an den neuen Besitzer Brian Betteridge restaurierte dieser das Fahrzeug mit Hilfe seines Beifahrers Paul Moulson, des Motorenbauers Wayne Mitchell und des ehemaligen Projektleiters Mick Jones. Seit 2017 wird das Fahrzeug regelmäßig bei Oldtimerrallyes bewegt.
Ein fünftes Fahrzeug steht „vielleicht, vielleicht auch nicht“ in der Sammlung der Ford-Entwicklungsabteilung in Boreham in Essex, ein sechstes soll sich im Ford-Werk in Saarlouis befinden. Es ist jedoch unwahrscheinlich, dass sich an diesen Orten weitere Fahrzeuge befinden. Manche Mitarbeiter in Boreham stehen dem RS1700T sehr ablehnend gegenüber. Als Simon Nutter mit seinem Fahrzeug die Entwicklungsabteilung besuchte, sagte ihm gegenüber ein Mitarbeiter, dass er der Meinung sei, man sei „alle losgeworden“. Das Werk in Saarlouis war in der frühen Phase des Projekts nicht an der Entwicklung des RS1700T beteiligt, auch wenn geplant war, die geforderten 200 Einheiten dort bauen zu lassen. Zudem bewahrt Ford Deutschland Prototypen, Serienfahrzeuge und Rennwägen in der Sammlung des Museums im Stammwerk in Köln auf. Weder aus Borehem noch aus dem Museum in Köln wurden von Besuchern je Fotos eines RS1700T veröffentlicht und auch auf entsprechenden Veranstaltungen, auf denen Ford Deutschland regelmäßig mehrere Serien- und Rennfahrzeuge der hauseigenen Sammlung präsentiert, wurde je ein RS1700T ausgestellt.

## Technik
Die 18 gebauten Fahrzeuge des RS1700T kamen – im Hinblick auf einen Renneinsatz im Bereich der FIA – nie über das Versuchsstadium hinaus. Da in dieser Phase verschiedene Konzepte getestet wurden, unterscheiden sich die Fahrzeuge in vielen Details. Was das äußere Erscheinungsbild betrifft, war das Ausstellungsfahrzeug „P5“ am weitesten entwickelt und wäre so wohl auch in die Serienproduktion gegangen. Der blaue RS1700T im Besitz von Malcolm Wilsons M-Sport ist ähnlich ausgestattet. Im technischen Bereich wurden – mit Ausnahme des Grundkonzeptes mit längs eingebautem Frontmotor, Transaxle und Hinterradantrieb – verschiedene Lösungen erprobt. Das letzte Fahrzeug „P18“ gilt als der technisch am weitesten entwickelte Prototyp. Das Fahrzeug wurde jedoch nach dem Verkauf durch die Rennsportabteilung von Ford Südafrika erheblich modifiziert. Da es für die Teilnahme an den dortigen Rennen ein völlig anderes Reglement gab als für die Rallye-Weltmeisterschaft der FIA, ist unklar, ob dieses Fahrzeug das widerspiegelt, was bei der Entwicklung des RS1700T geplant war und für eine Zulassung zur Rallye-Weltmeisterschaft erlaubt gewesen wäre.

### Motor
Der Motor des RS1700T ist ein BDT-Motor, eine turboaufgeladene Version des Cosworth BD, wie er ab Werk bereits als Saugmotor in den beiden Vorgängerfahrzeugen Escort RS1600 und Escort RS1800 eingebaut war. Der Turbomotor hat 1778 Kubikzentimeter Hubraum, leistet 257 kW (350 PS) und mehr und hat ein Drehmoment von etwa 515 Nm. Der Hubraum des Turbomotors bleibt auch nach der Multiplikation mit dem damals gültigen Turbofaktor von 1,4 unter 2,5 Liter Hubraum. In Abhängigkeit vom effektiven oder virtuellen Hubraum gab die FIA in der Gruppe B ein Mindestgewicht für die Fahrzeuge vor, weshalb die Fahrzeughersteller bei der Entwicklung der Fahrzeuge Hubraum und Fahrzeuggewicht genau aufeinander abstimmten.
Zusätzlich zum Turbomotor wurde als RS2300 auch ein Saugmotor erprobt. Der 2,3-Liter-Saugmotor „420R“ wurde von Brian Hart vom BD-Motor von Cosworth abgeleitet. Der Saugmotor, der anfangs als 2-Liter-Motor in der Formel 2 zum Einsatz kam, hat einen Hubraum von 2290 Kubikzentimetern, leistet etwa 220 kW (300 PS) und hat ein Drehmoment von etwa 327 Nm. Auch dieser Motor wäre für einen Einsatz in der Klasse bis 2,5 Liter Hubraum geeignet gewesen, bei den Testfahrten erwies sich der Turbomotor jedoch als deutlich überlegen.
Beide Motoren haben vier Zylinder, zwei obenliegende Nockenwellen, 16 Ventile und eine Trockensumpfschmierung. Motorblock und Zylinderkopf des BDT sind aus Aluminium. Die Nockenwellen und die Ölpumpe werden jeweils über einen Zahnriemen angetrieben. Während die Gemischaufbereitung bei den Escort RS1800 noch mit Doppelvergasern erfolgt, haben sowohl der Turbo- als auch der Saugmotor des RS1700T eine Einspritzanlage. In der Erprobung kamen unterschiedliche Systeme zum Einsatz, anfangs auch eine K-Jetronic von Bosch, wie Ford sie damals auch in den Serienmodellen des Escort RS1600i, Capri 2.8i und Granada 2.8i verwendete. Später wurden die Fahrzeuge jedoch mit leistungsfähigeren elektronischen Einspritzanlagen ausgerüstet. Der Turbolader ist ein T3 von Garrett.
Anders als beim Serienmodell der dritten Baureihe des Ford Escort, dessen Motoren immer quer eingebaut sind, ist der Motor des RS1700T wie bei den hinterradgetriebenen Escort der ersten beiden Baureihen längs eingebaut.

### Getriebe
Um eine möglichst gute Gewichtsverteilung zu erzielen, wurde der Escort RS1700T mit einem Transaxlegetriebe ausgerüstet. Dabei sitzt das Getriebe nicht wie sonst üblich direkt hinter dem Motor, sondern im Heck des Wagens unmittelbar vor dem Hinterachsdifferenzial. John Wheeler, der bei Porsche an der Entwicklung der Transaxle-Fahrzeuge Porsche 924 und Porsche 928 beteiligt war, wurde von Ford für das Projekt verpflichtet. Das manuell betätigte Fünfganggetriebe stammt von Hewland.

### Aufhängung und Bremsen
Die Radaufhängung des Ford Escort RS1700T wurde im Hinblick auf den Motorsporteinsatz ausgelegt. Der vordere Hilfsrahmen mit den MacPherson-Federbeinen und Querlenkern der Vorderradaufhängung, den Motorlagern und der Zahnstangenlenkung wurde vom Vorgängermodell übernommen. An der Hinterachse sitzen die Radträger an einem radführenden Federbein, einem Dreiecksquerlenker aus Stahlrohr und einem weiteren, einstellbaren Lenker, der zusätzlich mit einem Stabilisator verbunden ist. Die vorderen und hinteren Federbeine des Escort RS1700T sind mehrfach einstellbar und höhenverstellbar.
Die Festsattelbremsen von AP an Vorder- und Hinterachse haben jeweils vier Kolben und wirken auf innenbelüftete Bremsscheiben.

### Karosserie und Interieur
Die Karosserie wurde von der dritten Baureihe des Escort übernommen. Um Platz für Motor und Antriebsstrang zu schaffen, wurden weite Teile der Bodengruppe entfernt und modifiziert und die Karosserie durch einen Gitterrohrrahmen verstärkt. Die Radaufhängungen vorne und hinten wurden für den Einbau anderer Bauteile ebenfalls erheblich modifiziert und die Kardanwelle läuft im Innenraum oberhalb des Tunnels für den Auspuff in einem eigens entwickelten Aluminiumrohr, das zusätzlich der Versteifung dient. Teile der Außenhaut wurden zudem durch Bauteile mit Kevlar ersetzt. Die 18 gebauten Fahrzeuge des RS1700T unterscheiden sich im äußeren Erscheinungsbild zum Teil deutlich. Während manche wie seriennahe Escort ’81 aussehen, die mit Radhausverbreiterungen und einem einstellbaren Heckspoiler ausgerüstet wurden, hebt sich besonders das Ausstellungsfahrzeug P5 hervor, das einen anderen Kühlergrill, andere Scheinwerfer, geänderte Front- und Heckschürzen sowie Lufteinlässe an den hinteren Radläufen hatte.
Das Interieur der Fahrzeuge orientierte sich ebenfalls an den Serienfahrzeugen des Escort ’81, wurde für den Renneinsatz jedoch entsprechend modifiziert.

### Technische Daten
| Kenngrößen           | RS1700T | RS2300 |
| -------------------- | --- | --- |
| Hubraum              | 1778 cm³ | 2290 cm³ |
| Motortyp             | Cosworth BDT | Hart 420R |
| Zylinder/Bauart      | Vierzylinder-Reihenmotor (Viertakt)                                                                                        | Vierzylinder-Reihenmotor (Viertakt)                                                                                        |
| Ventile              | 16 | 16 |
| Ventilsteuerung      | DOHC zwei obenliegende Nockenwellen, Zahnriemen                                                                            | DOHC zwei obenliegende Nockenwellen, Zahnriemen                                                                            |
| Max. Leistung        | über 257 kW (350 PS) | 220 kW (300 PS) |
| Max. Drehmoment      | 515 Nm | 327 Nm |
| Verdichtung          | 7,2 : 1 | unbekannt |
| Gemischaufbereitung  | Einspritzanlage, z. T. Bosch K-Jetronic                                                                                    | Einspritzanlage, z. T. Bosch K-Jetronic                                                                                    |
| Motoraufladung       | Garrett T3 Turbolader | – |
| Getriebe             | 5-Gang-Transaxle-Schaltgetriebe                                                                                            | 5-Gang-Transaxle-Schaltgetriebe                                                                                            |
| Radaufhängung vorn   | Vorderachse vom Escort ’75 mit einstellbaren und höhenverstellbaren Federbeinen                                            | Vorderachse vom Escort ’75 mit einstellbaren und höhenverstellbaren Federbeinen                                            |
| Radaufhängung hinten | Dreiecksquerlenker und zusätzlicher, einstellbarer Stablenker, Stabilisator, einstellbare und höhenverstellbare Federbeine | Dreiecksquerlenker und zusätzlicher, einstellbarer Stablenker, Stabilisator, einstellbare und höhenverstellbare Federbeine |
| Bremse               | vorne und hinten Vierkolben-Festsattelbremse von AP, innenbelüftete Bremsscheiben mit 280 mm ⌀                             | vorne und hinten Vierkolben-Festsattelbremse von AP, innenbelüftete Bremsscheiben mit 280 mm ⌀                             |
| Radstand             | 2395 mm | 2395 mm |
| Länge                | 3970 mm | 3970 mm |
| Breite               | 1740 mm | 1740 mm |
| Höhe                 | 1385 mm | 1385 mm |
| Leergewicht          | 890–910 kg | 890–910 kg |